# Oberleitungsbus Stockholm

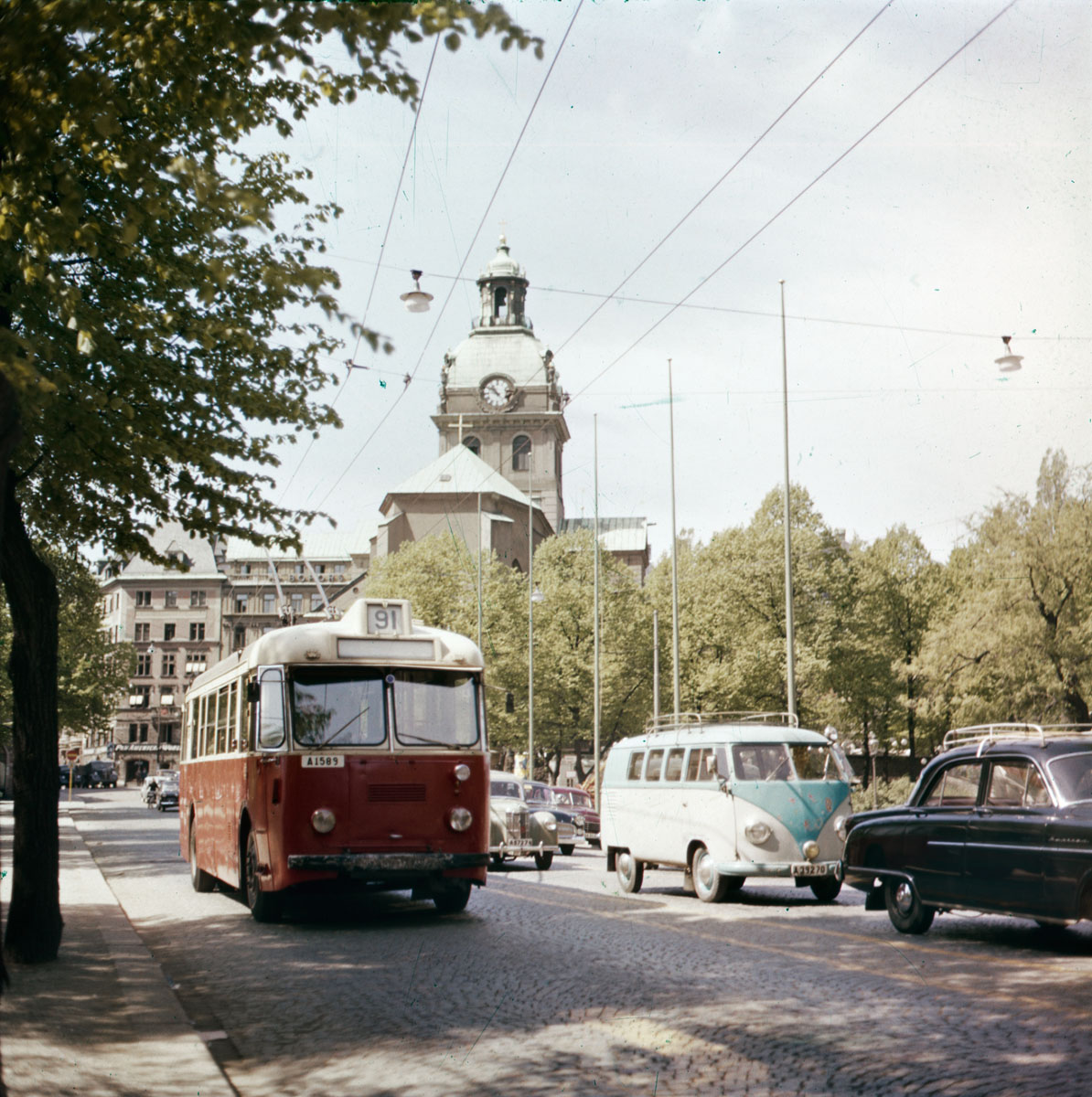
F3 A1589 auf der Linie 91 in Norrmalm, 1956

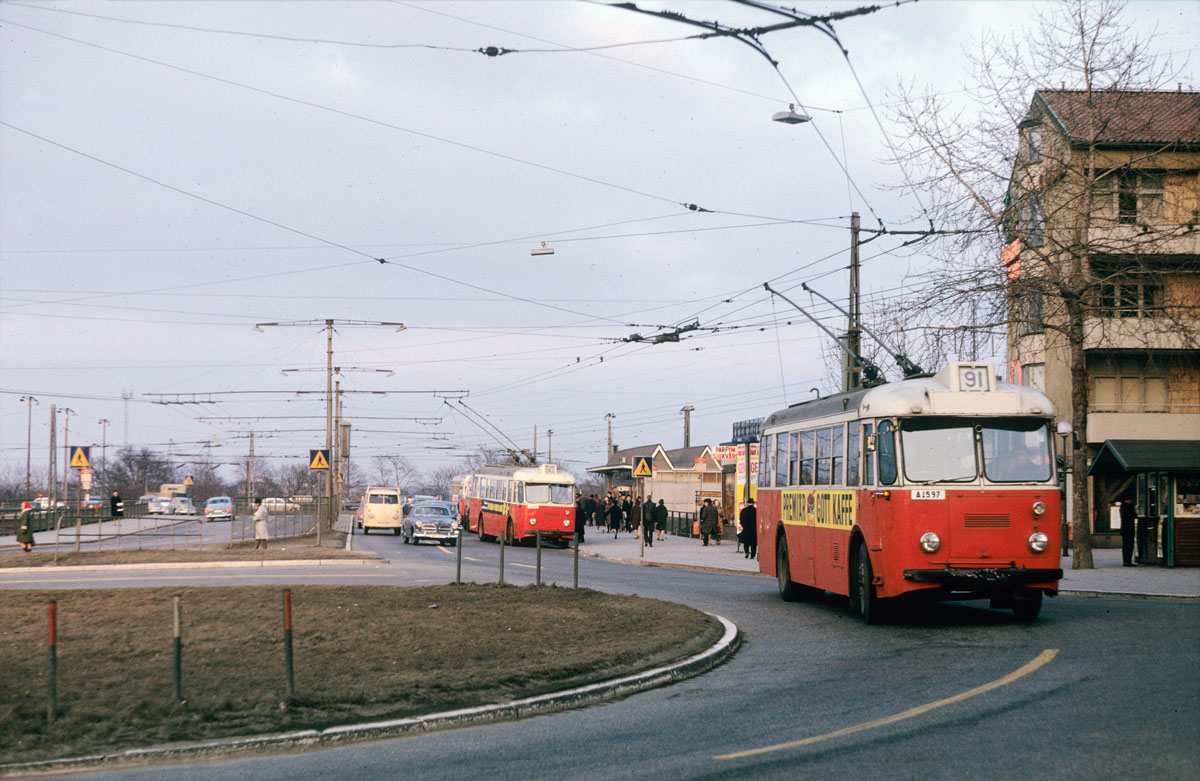
F3 A1597 auf der Linie 91 am Gullmarsplan, 1964

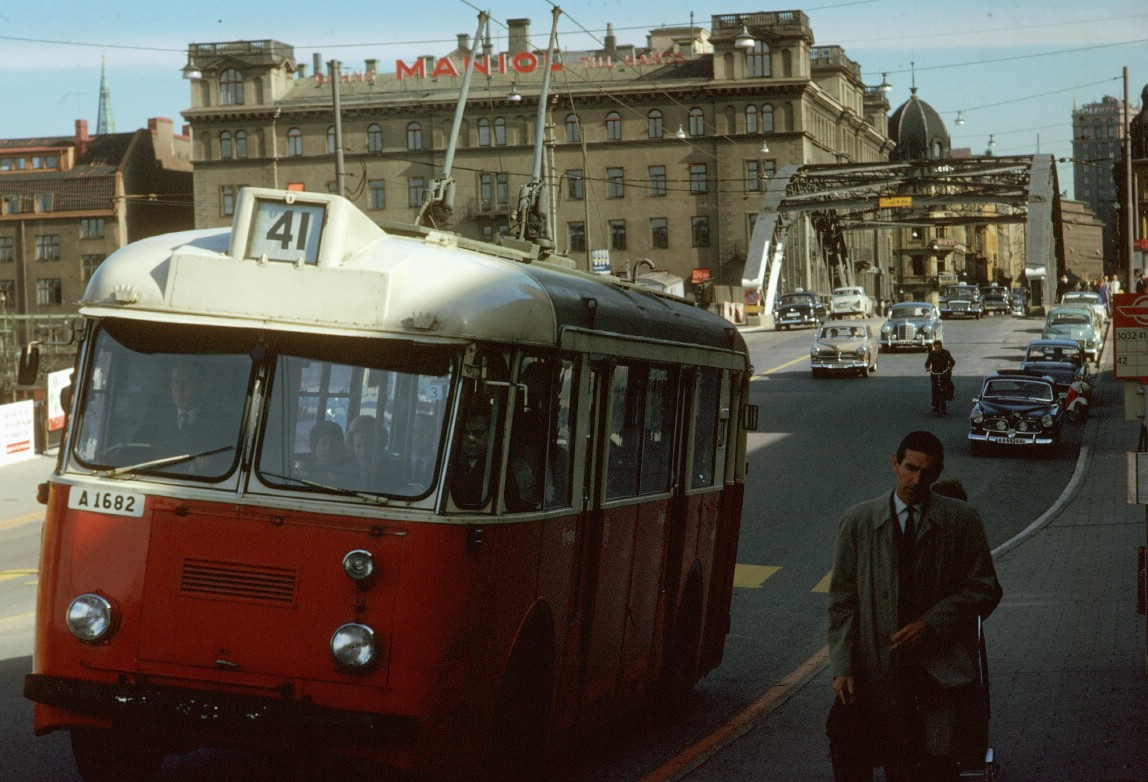
F3 A1682 auf der Linie 41 an Kungsbron, 1964

Der Oberleitungsbus Stockholm war das Oberleitungsbussystem in der schwedischen Hauptstadt Stockholm. Es bestand von 1941 bis 1964 und war mit 193 Fahrzeugen und 13 Linien das größte Netz Skandinaviens. Betreiber von zwölf Linien war die AB Stockholms Spårvägar (SS), die Linie nach Kvarnholmen wurde von der Transport AB Stockholm–Kvarnholmen (TSK) betrieben.

## Geschichte
Das Netz wurde eingerichtet in der Absicht, die Stockholmer Straßenbahn vollständig zu ersetzen. Am 9. Januar 1939 fiel der Umstellungsbeschluss für die erste Straßenbahnlinie. Am 20. Januar 1941 wurde die Straßenbahnlinie 11 (Mariebergsgatan – Kungsgatan – Karlaplan) durch die Obuslinie 41 (Stadshagsplan – Karlaplan) ersetzt. Am 1. Juli 1941 wurde die Linie von Karlaplan nach Furusundsgatan verlängert. Im Eröffnungsjahr gingen noch die Linie 32 (Fridhemsplan – Kungsgatan – Karlaplan – Djurgårdsbron) und die private Linie nach Kvarnholmen in Betrieb. Auf letzterer bestand neben der Personenbeförderung auch Güterverkehr. Bis 1951 folgten die Linien 42 (1. Oktober 1943), 41E, 96 (beide 16. Januar 1945), 31 (16. Dezember 1946, ersetzte 41E), 36 (24. November 1947), 30 (9. Februar 1948), 33 (8. November 1948), 34 (1. Februar 1949), 98 (26. 1949), 90 (2. Oktober 1950) und 91 (19. Februar 1951). Einzelne Linien wurden in diesem Zeitraum auch geringfügig verlängert. Außer der Linie 11 wurde noch die Straßenbahnlinie 18 auf Obusbetrieb (Linie 98) umgestellt.
| Linie  | Verlauf                                                                          |
| ------ | -------------------------------------------------------------------------------- |
| 30     | Reimersholme – Västerbron – Fridhemsplan – Kungsgatan – Stureplan                |
| 31     | Mariebergsgatan – Kungsgatan – Stureplan – Karlaplan – Sandhamnsplan             |
| 32     | Fridhemsplan – Kungsgatan – Stureplan – Karlaplan – Djurgårdsbron                |
| 33     | Odengatan – Drottninggatan – Slussen – Götgatan – Eriksdal                       |
| 34     | Birkagatan – Skeppsbron – Slussen – Götgatan – Skanstull                         |
| 36     | Odenplan – Fridhemsplan – Västerbron – Hornstull – Folkungagatan – Duvnäsgatan   |
| 41     | Stadshagsplan – Kungsgatan – Stureplan – Karlaplan – Värtavägen – Furusundsgatan |
| 42     | Fridhemsplan – Kungsgatan – Stureplan – Karlaplan – Värtavägen                   |
| 90     | Brunkebergstorg – Skeppsbron – Skanstull – Slussen – Årsta norra                 |
| 91     | Brunkebergstorg – Skeppsbron – Skanstull – Slussen – Årsta södra                 |
| 96     | Norra Bantorget – Fridhemsplan – Stora Essingen                                  |
| 98     | Slussen – Hornstull – Liljeholmen – Ekensberg                                    |
| o. Nr. | Godstraffik – Henriksdal – Kvarnholmen                                           |

Bereits am 26. Mai 1952 wurde die Linie 32 von der Djurgårdsbron nach Sandhamnsplan verlegt und der Abschnitt Karlaplan – Djurgårdsbron stillgelegt. Die Linie 31 wurde gleichzeitig eingestellt. Am 7. Dezember 1953 wurde die 32 nach Frihamnen verlängert. In den 1950er Jahren kam es zu mehreren Streckenverlegungen, insbesondere im Verlauf der Linien 33 und 34 in Norrmalm und Södermalm. Parallel hierzu wurden die Linien nach und nach eingestellt. Als zweite Linie wurde die 98 am 17. November 1955, sechs Jahre nach der Inbetriebnahme, eingestellt. Am 24. November 1957 wurden die Linie 33 von Eriksdal nach Danviken und die Linie 36 von Odenplan nach Nodra Station verlegt, gleichzeitig stellte die SS die Straßenbahnlinie 9 ein. Bis zum 5. Mai 1961 waren die Linien 34 (24. November 1957), 36 (1. Juli 1958), 30 (10. August 1959), 33 (27. August 1960) und 96 (23. Mai 1961) aus dem Stadtbild verschwunden. Die Linie nach Kvarnholmen fuhr 1959 letztmals. Die Betreibergesellschaft ging später in der Storstockholms Lokaltrafik auf. Am 5. April 1964 war der letzte Betriebstag auf den Linien 32, 42, 90 und 91. Als letzte Linie wurde die 41 am 31. August 1964 eingestellt.
Seit 2009 beabsichtigt der Verein Svenska Spårvägssällskapet (SSS), der auch die Djurgårdslinie betreibt, den Aufbau einer zwei Kilometer langen Obusstrecke vom Karlaplan nach Skansen. Von der Djurgårdsbron bis Skansen soll dabei die Straßenbahnfahrleitung mitgenutzt werden. Das Vorhaben war im Mai 2017 noch nicht abgeschlossen.

## Fahrzeuge

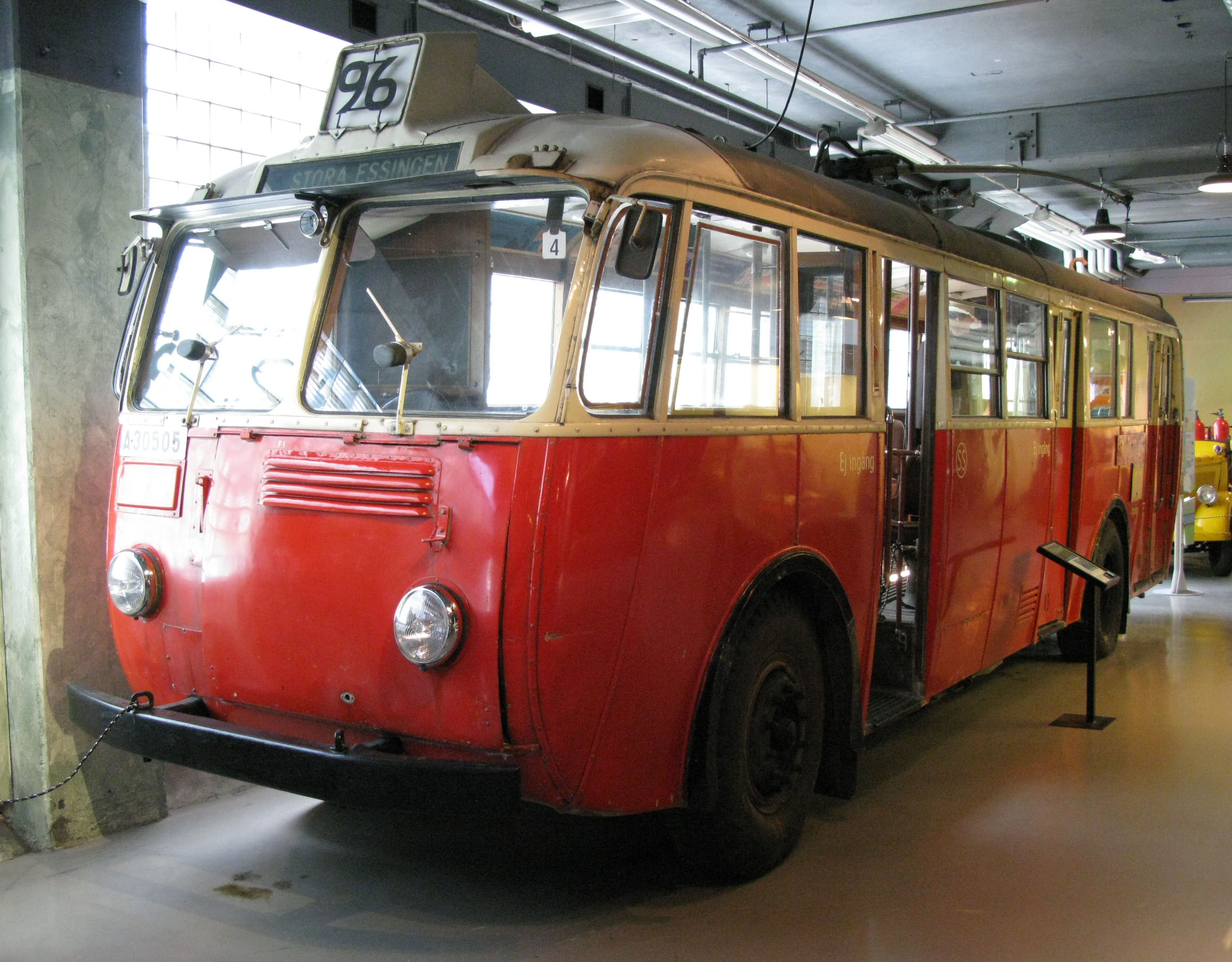
F1 A30505 im Straßenbahnmuseum Stockholm, 2015

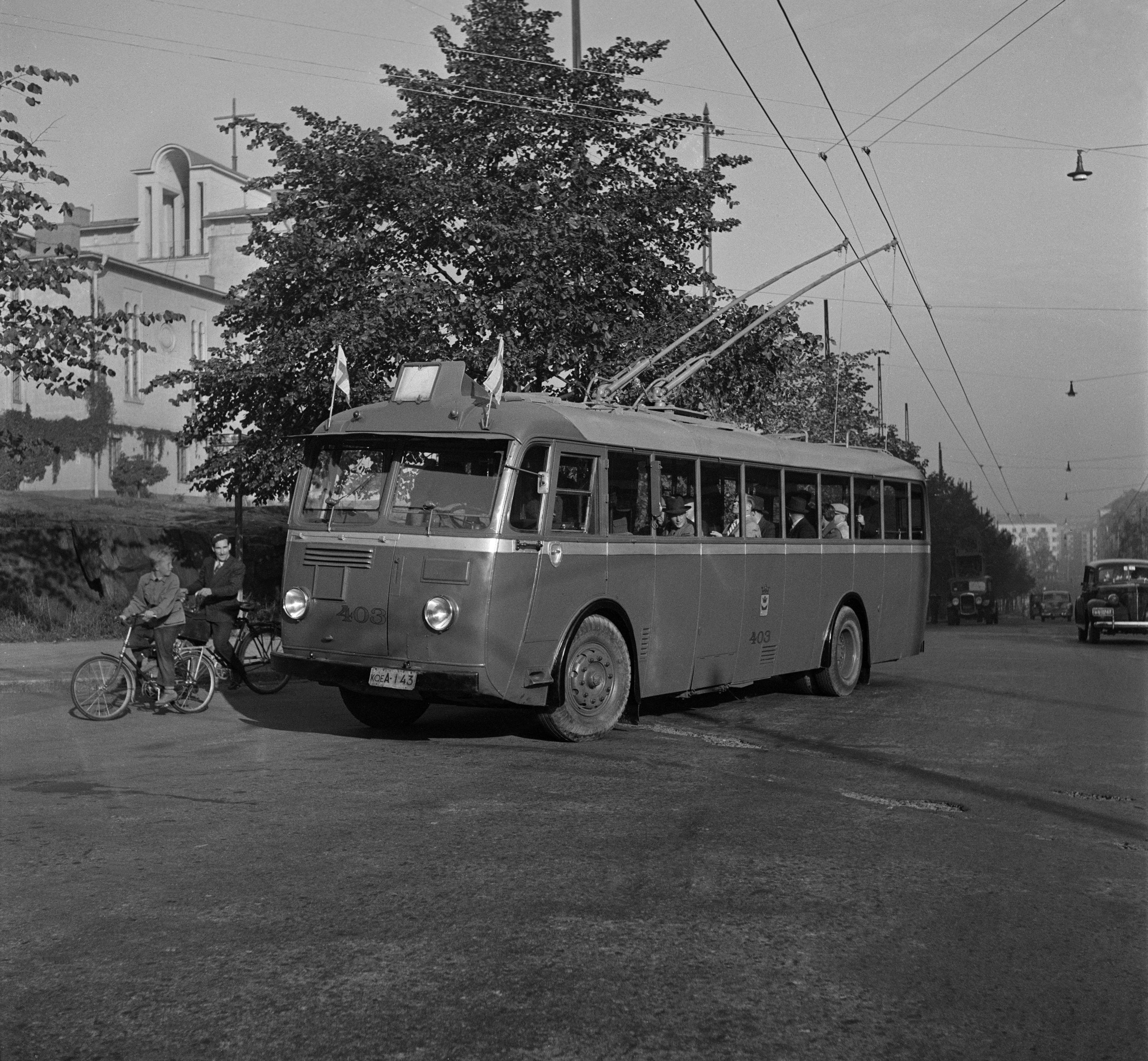
Einer der verkauften F2-Triebwagen in Helsinki, 1949

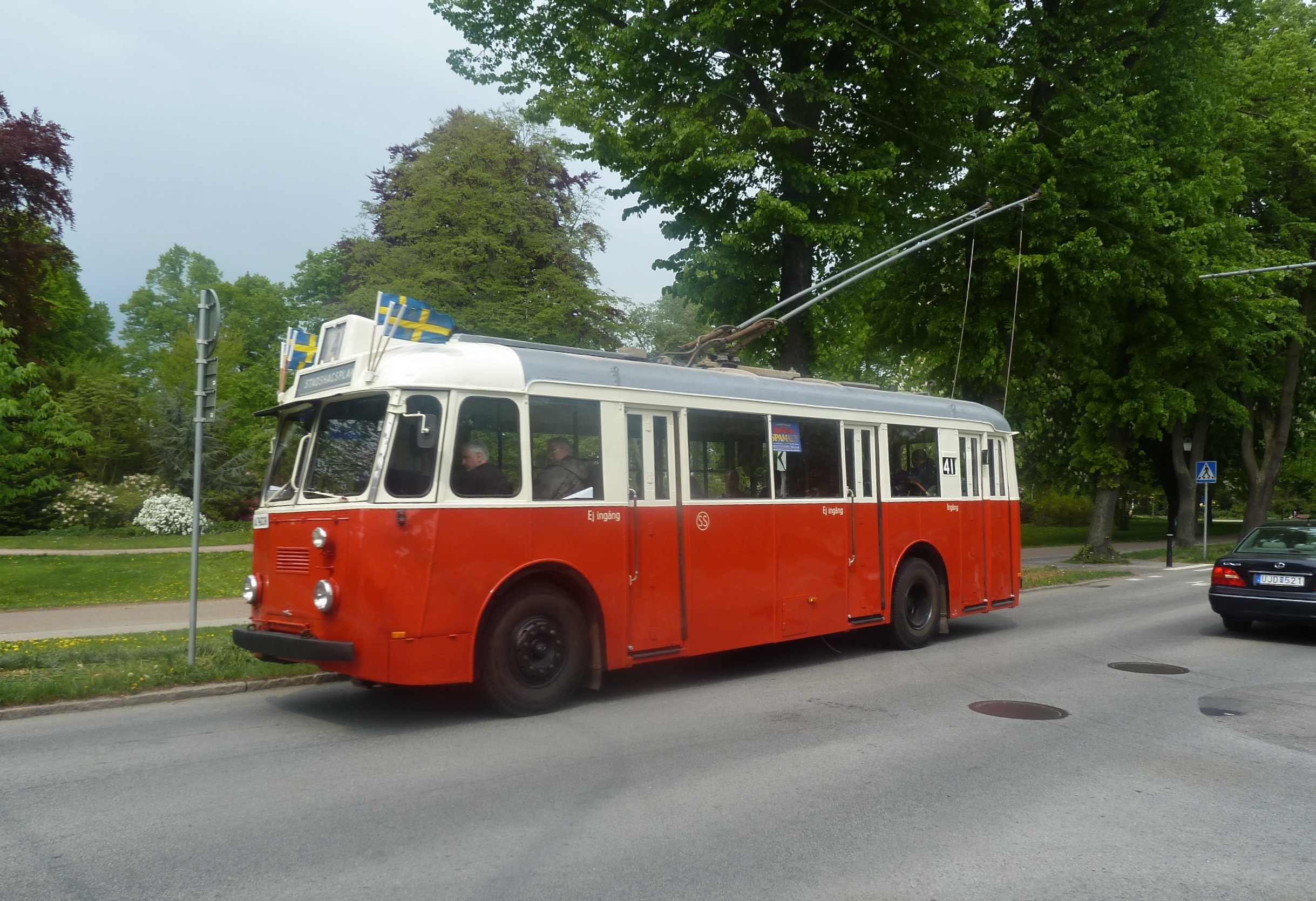
F3 A74038 zu Gast in Landskrona, 2011

Die ersten Fahrzeuge der Typen F1 und F2 wurden von ASEA (elektrische Komponente), Hägglund & Söner (Karosserie) und Motala und Scania-Vabis (Fahrgestell) hergestellt. Sie wiesen die gleichen Maße auf. Da die Wagen des Typs F2 für eine Umstellung auf Rechtsverkehr vorbereitet waren, hatten sie die Lenkung auf der linken Seite. Die TSK verfügte 1941 über einen Triebwagen vom Typ F1 und erwarb 1948 je einen F1 und F2 von der SS. Drei weitere Fahrzeuge wurden nach Helsinki verkauft. Die 20 F1-Triebwagen der SS waren bis 1961 im Einsatz, die 50 F2-Triebwagen wurden bis 1957 ausgemustert. Der F1-Triebwagen 30505 ist als historisches Fahrzeug erhalten geblieben und steht im Straßenbahnmuseum Stockholm.
Die 1947 bis 1950 gelieferten 122 Triebwagen des Typs F3 kamen von den gleichen Herstellern, fielen aber größer aus als ihre Vorgänger. Wagenbaulich waren sie an den Scania-Vabis B31 angelehnt. Die SS setzte die Fahrzeuge bis zur Stilllegung 1964 ein. Wagen 1585 befindet sich im Straßenbahnmuseum Stockholm. Wagen 74036 wird vom SSS im ausstellungsfähigen Zustand betreut. Wagenn 74038 ist nach einem Brandschaden bis 2016 als fahrfähiges historisches Fahrzeug restauriert worden.
Die zehn Triebwagen des Typs F4 waren vierachsige Gelenkwagen mit dreiachsigem Vorderwagen und einachsigem Nachläufer. Die von Alfa Romeo, Marelli und Stanga konstruierten Fahrzeuge waren beim Fahrpersonal unbeliebt, insbesondere die Heizung war den Anforderungen an die strengen Winter nicht gewachsen. Die 1950 gelieferten Fahrzeuge waren daher nach fünf Jahren wieder aus dem Bestand genommen. Der Vorderwagen des Wagens 74055 wurde 2012 auf einem Bauernhof bei Uppsala wiederentdeckt, er befindet sich nach seiner Bergung in Malmköping und wird vom SSS betreut.
Für den Güterverkehr nach Kvarnholmen besaß die TSK ferner zwei Oberleitungslastwagen, deren Ausrüstung der des Typs F1 entsprach. Sie waren anfangs mit einer eigenen Ladefläche ausgestattet und wurden später in reine Zugmaschinen umgebaut.
|            | Typ        | Nummern                    | Baujahre   | Länge (in mm) | Achsfolge  | Leistung (in kW) | Sitz- / Stehpl. | Hersteller                  | Anmerkungen                                                                                       |
| Triebwagen | Triebwagen | Triebwagen                 | Triebwagen | Triebwagen    | Triebwagen | Triebwagen       | Triebwagen      | Triebwagen                  | Triebwagen                                                                                        |
| ---------- | ---------- | -------------------------- | ---------- | ------------- | ---------- | ---------------- | --------------- | --------------------------- | ------------------------------------------------------------------------------------------------- |
| SS         | F1         | A30501–A30520              | 1940       | 9.750         | 1’A        | 80               | 28 / 34         | Scania, Hägglund, ASEA      | 1948 Tw A30502 an TSK A30502; übrige bis 1961 ausgemustert; Tw A30505 als hist. Fahrzeug erhalten |
| SS         | F2         | A30521–A30570              | 1941       | 9.750         | 1’A        | 80               | 28 / 34         | Scania, Hägglund, ASEA      | 1946 Tw A30568–A30570 an Helsinki; 1948 Tw A30567 an TSK Tw A30567; übrige bis 1957 ausgemustert  |
| SS         | F3         | A1571…A1687, A74001–A74053 | 1947–1950  | 10.050        | 1’A        | 80               | 25 / 42         | Scania, Hägglund, ASEA      | bis 1964 ausgemustert; Tw A1585, A74036, A74038 als hist. Fahrzeuge erhalten                      |
| SS         | F4         | A74054–A74063              | 1950       | 17.100        | 1’B1       | 170              | 54 / 58         | Alfa Romeo, Marelli, Stanga | bis 1955 ausgemustert; Vorderwagen A74055 erhalten                                                |
|            |            |                            |            |               |            |                  |                 |                             |                                                                                                   |
| TSK        | F1         | A2000, A30502              | 1940–1941  | s. o.         | s. o.      | s. o.            | s. o.           | s. o.                       | 1948 Tw A30502 ex SS Tw A30502; bis 1959 ausgemustert                                             |
| TSK        | F2         | A30567                     | 1941       | s. o.         | s. o.      | s. o.            | s. o.           | s. o.                       | 1948 ex SS Tw A30567, bis 195x ausgemustert                                                       |
| Beiwagen   |            |                            |            |               |            |                  |                 |                             |                                                                                                   |
| SS         | G1         | A861                       | 1945       | 7.400         | 1’1        | –                | 25 / 28         | Katrineholm                 | 1950 an TSK Bw A846                                                                               |
|            |            |                            |            |               |            |                  |                 |                             |                                                                                                   |
| TSK        | G1         | A846                       | 1945       | s. o.         | s. o.      | s. o.            | s. o.           | s. o.                       | 1950 ex SS Bw A861; 195x ausgemustert                                                             |
| TSK        |            | A752                       | 1945       |               | 1’1        | –                | 21 / 31         | Hägglund                    | 19xx ausgemustert                                                                                 |
| Lastwagen  |            |                            |            |               |            |                  |                 |                             |                                                                                                   |
| TSK        |            | 1+2                        | 1940       |               |            |                  | – / –           | Scania, Hägglund, ASEA      | Ausrüstung wie F1; bis 1959 ausgemustert                                                          |

## Betriebshöfe
Die Fahrzeuge waren zunächst im Betriebshof Hornsberg beheimatet. Ab 1950 waren die Obusse auch in der Hauptwerkstatt der Tunnelbana in Hammarby untergebracht. Die beiden Höfe waren über Betriebsstrecken mit dem übrigen Netz verbunden.

## Unfälle

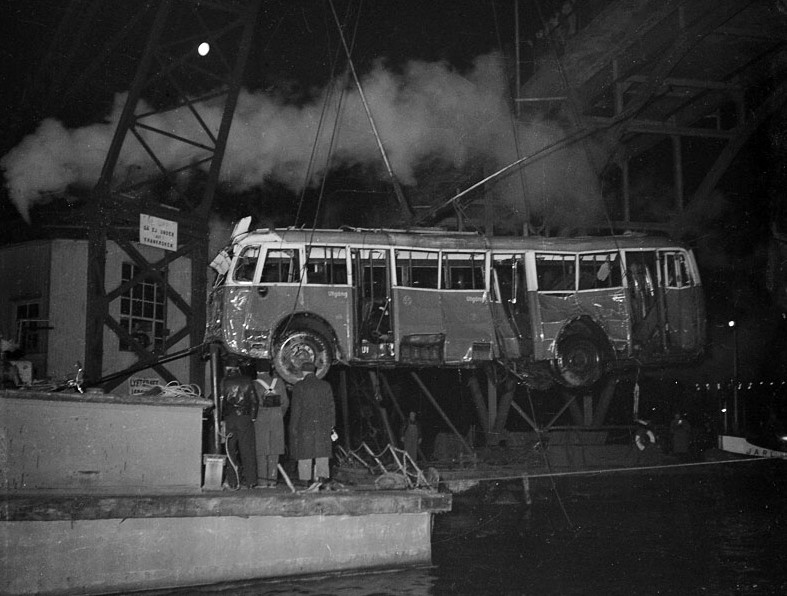
Bergung des verunglückten Triebwagens A30528 aus dem Essingesund, 1948

Am 24. November 1948 kam es zu einem schweren Unfall auf der Stora Essingebron zwischen den Inseln Stora Essingen und Lilla Essingen. Triebwagen A30528 vom Typ F2 war auf der Linie 96 unterwegs, als er einen entgegenkommenden Lastkraftwagen streifte. Dabei verhakten sich die Radmuttern des rechten Vorderrads im Hinterrad des Lkw, woraufhin die Vorderachse des Obusses unweigerlich nach rechts gedreht wurde. Der mit Betonplatten geladene Lastkraftwagen wurde bei der anschließenden Kollision zerteilt, der Obus fuhr über die Brüstung und fiel nach kurzem Stillstand 15 Meter tief in Mälaren. Bei dem Unfall starben elf Insassen, einer überlebte.